# アルバロ・デル・ポルティーリョ
福者アルバロ・デル・ポルティーリョ（Álvaro del Portillo / マドリード、1914年3月11日 - ローマ、1994年3月23日）はスペイン出身のカトリック教会の司教であった。オプス・デイの初代属人区長。司祭叙階前はエンジニアであった。
オプス･デイの創立者である聖ホセマリア・エスクリバーの忠実な協力者であった。また、創立者の死去後、最初の後継者としてオプス･デイを導いた。模範的な司祭として教会に仕え、特に、第2バチカン公会議において活躍した。1991年、司教に叙階される。2014年、列福されて福者アルバロ・デル・ポルティーリョとなる。福者としての記念日は5月12日。尊称「ドン・アルバロ」。

## 生涯
アルバロ・デル・ポルティーリョ師は、1914年3月11日、スペイン首都マドリードのカトリック信者の家庭に８人兄弟の３番目の子として生まれた。師は土木工学博士であり、哲学と教会法の博士でもあった。
1935年、聖ホセマリア・エスクリバー師が1928年に創立したオプス・デイに加わり、以後専門職と日常の務めを聖化しつつ、オプス・デイへの召し出しを十全に生きた。学業や専門職の場で同僚との幅広い使徒職を繰り広げた師は、早くから聖ホセマリアの右腕となり、およそ40年間、腹心の協力者としてその傍らで働いた。
1944年6月25日、司祭に叙階され、以後、司牧活動のみに従事し、オプス・デイのメンバーと全ての人々に仕えた。1946年、聖ホセマリアと共にローマに居を定める。聖座の種々の省の顧問に任命されて勤勉にその職責を果たした他、特に第２バチカン公会議の仕事に積極的に参加するなど、倦むことなく教会に仕えた。
1975年9月15日、聖ホセマリアの最初の後継者となる。1982年11月28日、オプス・デイが属人区として設置されたことに伴い、聖ヨハネ・パウロ２世教皇よりオプス・デイの初の属人区長に任命され、1991年1月6日、司教に叙階された。師の統治において際立つことは、創立者とその教えに対する全面的な忠実と、教会に仕えたいという熱意から属人区の使徒職を推進させるに当たって示した疲れを知らぬ司牧活動への努力である。自らの使命を聖ホセマリアの教えに従って献身的に遂行したが、その基盤となったのは、聖霊の働きの結果である、神との父子関係の深い認識であり、祈りと聖体と聖母への細やかな信心に育まれ、父なる神の御旨に全てを委ねてキリストとの一致を求めることである。教皇と司教方とは緊密な一致を保つ教会への愛を表した。その司教紋章に「キリストが治まれんことを！（羅：Regnare Christum volumus）」と記されてあるように人々をキリストのもとへと導くために示した燃えるような熱意は、善良で明るく温和な人柄と相まって司教の人格の特徴であった。
聖地から聖墳墓へと、イエス・キリストの生涯を信心深く辿った聖地巡礼から戻って数時間後、1994年3月23日早朝、死去した。その前日、エルサレムの最後の晩餐の高間教会で捧げたミサが生涯最後の聖体祭儀となった。聖ヨハネ・パウロ２世教皇は、3月23日当日、属人区長教会である平和の聖マリア教会に安置された師の遺体の前で祈られた。現在、同教会の地下墳墓に眠る。

## 列福・列聖調査
2004年3月5日、ローマ教区総代理の法廷において、調査の開始が宣言された。ローマ司教である教皇の代理として、カミーロ・ルイニ枢機卿がこの法廷の議長を務めた。同年3月20日、オプス・デイの属人区長は属人区オプス・デイの法廷における調査の開始を同じく宣言した。
アルバロ・デル・ポルティーリョ師の列福調査には、133名の証人が参加した（枢機卿19名、司教・大司教12名）。また、属人区のメンバーが62名、メンバーでない証人が71名であった。
- 2004年
  - 3月5日 - ローマ教区総代理の法廷において、列福調査の開始が宣言される。
  - 3月20日 - ハビエル・エチェバリーア属人区長がオプス・デイの法廷における列福調査の開始を宣言。
- 2012年6月28日 - 教皇ベネディクト16世によって、生涯が英雄的美徳（英語：heroic virtues）として認定される。尊者（英：venerable）となった。
- 2013年7月5日 - 教皇フランシスコにより、チリ人少年に対する治療が奇跡として認定される[3]。
- 2014年（生誕100周年）
  - 1月22日 - 前述の英雄的美徳と奇跡の認定[4]により、同年9月27日の列福式の開催が発表される。
  - 9月27日 - 出身地のマドリードで列福される[5]。列福式の際、教皇フランシスコがハビエル・エチェバリーア属人区長宛にお祝いの手紙を書かれた。[6]。福者アルバロ・デル・ポルティーリョとなる。

聖座の事実上の声であるバチカン市国で発行される日刊紙『ロッセルバトーレ・ロマーノ（L'Osservatore Romano）』で発表された、列聖省前長官のアンジェロ・アマート枢機卿の記事によれば、聖性（聖人となること）は教会の目的であり、地上における人生の最終目標でもあるため、福者アルバロ・デル・ポルティーリョのような聖者こそ本当の意味で世界を改善できる人であるという。

## 来歴
- 1914年3月11日 - スペイン首都マドリードで誕生。
- 1933年 - マドリード大学工学部で土木工学を学び、聖ビンセンシオ・ア・パウロ会の社会福祉活動に参加。（19歳）
- 1935年 - ホセマリア・エスクリバー神父に出会い、間もなくオプス・デイに加わる。（21歳）
- 1944年6月25日 - マドリード教区長エイホ・イ・ガライ司教により司祭に叙階される。（30歳）
  - 土木工学に加え、哲学と法学の博士号を取得する。
- 1946年 - イタリア・ローマに引っ越す。（32歳）
- 1959年より - 第２バチカン公会議（1962年～1965年）の準備会や総会において顧問として協力した。
- 1975年 - ホセマリア・エスクリバーの死去により、オプス・デイの第2代総長に選出される。（61歳）
- 1982年 - 属人区[8]の創設に伴い、ローマ教皇庁によりオプス・デイの初代属人区長に任命される。（68歳）
- 1987年 - 来日。京都、芦屋、長崎などを訪問。長崎市にある、オプス・デイの精神で設立された精道学園[9]を訪問。（73歳）
- 1991年1月6日 - 聖ペトロ大聖堂において、教皇ヨハネ・パウロ2世により司教に叙階される。（76歳）
- 1994年3月23日 - 聖地巡礼から帰国した翌日にローマにて死去（満80歳）。
  - 後任の属人区長はハビエル・エチェバリーア・ロドリゲス司教。

## 福者アルバロ・デル・ポルティーリョの取り次ぎを求める祈り
祈り：慈しみ深い父なる神よ、御身は司教・福者アルバロに、聖マリアの助けによって、模範的な牧者として教会に仕え、オプス・デイ創立者・聖ホセマリアの真に忠実な子、後継者となる恩恵をお与えになりました。どうか私もまた、キリスト信者としての召し出しの務めに忠実に応え、日常生活のあらゆる時と状況を、主を愛し、キリストの御国に仕える機会とすることができますように。福者アルバロに列聖の恵みを与え、その取次ぎによって私の願い（ここでお願いする）をお聴き入れください。アーメン。

主の祈り　アヴェ・マリアの祈り　栄唱　

## 著書
- Faithful and laity in the Church （1969年）
- On the Priesthood （1970年）
- Dinamicità e funzionalità delle strutture pastorali
- ¿Un nuevo Derecho Canónico?
- Morale e Diritto
- Immersed in God: Blessed Josemaria Escriva, Founder of Opus Dei as Seen by His Successor, Bishop Álvaro Del Portillo -- by Álvaro Del Portillo and Cesare Cavalleri
- 「教会を愛する」（ホセマリア・エスクリバーとの共著）

## 関連事項
- オプス・デイ
- ホセマリア・エスクリバー
- ヨハネ・パウロ２世
- 平和の聖マリア教会：属人区長教会
- 教皇庁立 聖十字架大学